# Phố Hàng Điếu
Hàng Điếu là một con phố thuộc quận Hoàn Kiếm, trong khu phố cổ Hà Nội, đi từ phố Hàng Gà đến phố Đường Thành. Phố Hàng Điếu có chiều dài 276 mét.

## Lịch sử
Phố này nguyên là đất thôn Yên Nội tổng Tiền Túc (sau đổi là tổng Thuận Mỹ) huyện Thọ Xương cũ. Phố ngày nay thuộc phường Cửa Đông, quận Hoàn Kiếm.
Hàng Điếu thời trước có bán các loại điếu hút thuốc lào như điếu ống bịt bạc, bịt vàng, điếu bát, điếu cày... Đến đầu thế kỷ XX chỉ còn lại vài ba nhà bán điếu, lúc này các cửa hàng chủ yếu làm và bán đồ da. Cũng là đồ da nhưng Hàng Điếu khác với phố Hà Trung. Bên phố Hà Trung làm yên ngựa, cặp sách, túi đựng súng... bằng da Tây cứng, còn Hàng Điếu thì làm giày dép bằng da Ta, ban đầu là dép quai ngang, giầy da lộn... sau mới làm giày dép kiểu Âu bằng da Tây.
Giữa phố, số nhà 30 là đền Hỏa Thần, còn gọi là đền Nhà Hỏa, thờ Ngũ hiển hoa quang đại đế tức là một ông thần có uy lực trừ được hỏa hạn. Đền này dựng năm 1838, có một quả chuông khá to, hễ quanh đấy có đám cháy là thỉnh chuông rung lên, vừa là cầu thần phù trợ, vừa là báo động. Từ năm Minh Mệnh thứ 19 (1838) đến nay đền thờ Hỏa thần đã trở thành một trung tâm phục vụ tín ngưỡng tôn giáo, cầu phúc trừ tai của nhân dân Hà thành nói riêng và của cả nước nói chung. Năm 1996, đền Hoả Thần đã được công nhận là Di tích lịch sử - văn hoá. Nhân kỷ niệm Đaị lễ 1000 năm Thăng Long – Hà Nội, Ủy ban nhân dân quận Hoàn Kiếm đang tiến hành một đợt trùng tu lớn cho 26 di tích cổ trong khu vực quận, trong đó có đền Hoả Thần.
Thời Pháp thuộc, phố này có tên gọi rue des Pipes, năm 1945 lấy lại tên tiếng Việt là phố Hàng Điếu.
Thời xưa, ngoài miếng trầu là đầu câu chuyện, thuốc lào cũng được đem ra để mời khách. Mà như dân gian xưa có câu ca dao hay những bài truyền miệng:
"Thân em như điếu thuốc lào,
Anh chôn điếu xuống lại đào điếu lên."
Hay:
"Thuốc lào chồng hút vợ say
Thằng cu châm điếu lăn quay ra nhà
Ông lão hàng xóm đi qua
Ngửi phải hơi thuốc say ba bốn ngày,..."

## Các tuyến xe buýt chạy qua
Tuyến 01, 36: Hết phố